# Cockthorpe
Cockthorpe är en by i civil parish Binham, i distriktet North Norfolk, i grevskapet Norfolk i England. Byn är belägen 10 km från Holt. Cockthorpe var en civil parish fram till 1935 när blev den en del av Binham. Civil parish hade 55 invånare år 1931. Byn nämndes i Domedagsboken (Domesday Book) år 1086, och kallades då Torp.